# Плащоносна акула південноафриканська
Плащоносна акула південноафриканська (Chlamydoselachus africana) — акула з роду Плащеносна акула родини Плащоносні акули.

## Опис
Загальна довжина досягає 1,2 м. За своєю будовою схожа на гофровану акулу. Від неї відрізняється ширшою головою і пащею, пропорціями в розташуванні плавників на тілі. Ніздрі також ширше розташовані. Анатомічні відмінності полягають в кількості витків спірального клапана шлунка (26-28 проти 35-49) та кількості хребців осьового скелета (147 проти 160–171). Морда коротка. Очі великі та округлі. Щелепі доволі еластичні, здатні розтягуватися. У верхній щелепі присутні 30 рядків зубів, у нижній — 27. Кожен зуб має три тонкі, гладкі, вигнуті назад горбики. Має 6 пар зябрових щілин. Грудні плавці розташовані за зябровими щілини, є широкими та округлими. Тулуб кремезний. На спині 2 плавця. Другий спинний плавець більше за перший. Анальний плавець дуже великий, більше ніж у гофрованої акули (30 см проти 20-28 см). Хвостовий плавець трохи трикутний. Забарвлення темно-сіре з коричневим відтінком.

## Спосіб життя
Тримається глибин від 300 до 1400 м. Втім воліє до глибин більше 1000 м. Активна вночі. Живиться дрібними акулами, перш за все пилкохвостами, катранами та чорними котячими акулами. Також полює на кальмарів.
Статева зрілість настає при довжині у 90-100 см. Це яйцеживородна акула.

## Розповсюдження
Мешкає біля узбережжя південної Африки — від Анголи до ПАР.